# Famille Coart
 (janvier 2021).
Cette page explique l’histoire ou répertorie les différents membres de la famille Coart.
Pour les articles homonymes, voir Coart.
La  famille Coart est une famille de la noblesse belge originaire de Meslin-l'Évêque (Comté de Hainaut) dont l'ascendance prouvée remonte à 1661.

## Généalogie
I. Simon Coart, né à .... le 14 février 1637, mort à .... le..... Dont :
II. Adrien Coart, baptisé à Meslin-l'Evêque le 14 janvier 1667. Dont :
III. Jean-François Coart, baptisé à Meslin-l'Evêque le 12 avril 1706. Dont :
IV. François Coart épousa le 7 mai 1824, Jeanne Milisen. Dont :
V. Arsène, Henri, Justin Coart, né à Tongres le 29 octobre 1829, y décédé le 5 février 1915. Président émérite du Tribunal de Tongres – Officier de l’Ordre de Léopold. Dont :
VI. Émile, Jean, Mathias, Lambert Coart né à Tongres le 8 avril 1860, y décédé le 26 septembre 1943. Magistrat retraité – Avocat – Bâtonnier du Barreau de Tongres – Chevalier de l’Ordre de Léopold - qui a épousé le 17 juin 1891 à Schaerbeek, Gabrielle, Albertine, Joséphine Barella, née à Schaerbeek le 21 novembre 1869, décédée à Tongres le 16 novembre 1961. Dont :
VII. Paul Coart (1892-1979), obtient en 1975 concession de noblesse, a épousé à Liège le 3 octobre 1922, Édith, Félicie, Euphémie, Marie Frésart, née à Liège le 5 avril 1897, y décédée 21 décembre 1977. Dont :
VIIIa. Godefroid Coart, éc. (1923-2016), épousa à Paris le 1er juin 1962, Marie Tuja (1925-2000), fille de Jean Tuja
IX. François Coart, éc. (1965), chef de famille noble
VIIIb. Henry Coart, éc. (1931-2004), épousa à Liège le 3 mai 1958, Paule Colmant, fille d' Ivan Colmant

## Armes
| Armoiries de la famille Coart | Armoiries de la famille Coart |
| ----------------------------- | --- |
|                               | Blasonnement : parti : Écartelé : aux 1 et 4 d'hermine à un livre de gueules, la tranche et les fermoirs d'or ; aux 2 et 3 de sinople à un gantelet d'argent posé en bande. Ornements extérieurs : L’écu surmonté d’un heaume d’argent, grillé, colleté et liseré d’or, doublé et attaché de sinople.Cimier : Un panache de cinq plumes d'autruche, une de sinople, deux d'argent et deux de gueules. Devise : Firmant virtus et labor d’argent, sur un listel d'argent. |

## Les Coart dans l'ordre de Léopold
L'ordre de Léopold est l'ordre militaire et civil le plus important de Belgique, il doit son nom au roi Léopold Ier et a été fondé en 1832.
- Paul (1892-1979), commandeur

- Arsène (1829-1915), officier

- Emile Coart (1860-1943), chevalier
- Justin, chevalier
- Godefroid (1923-2016), chevalier

## Liens familiaux
- Michel De Bay (1513-1589), théologien considéré comme le préparateur du Jansénisme.
- Jacques De Bay (1531-1614), théologien catholique belge.
- Hubert Goffin (1771-1821), héros Liégeois
- Baron Paul de Favereau (1856-1922), homme politique belge du parti catholique.
- Jean Tuja (1895-1972), ingénieur du Corps des Mines
- Ivan Colmant (1892-1976), et son frère Joseph (1903-1944), médecins et résistants

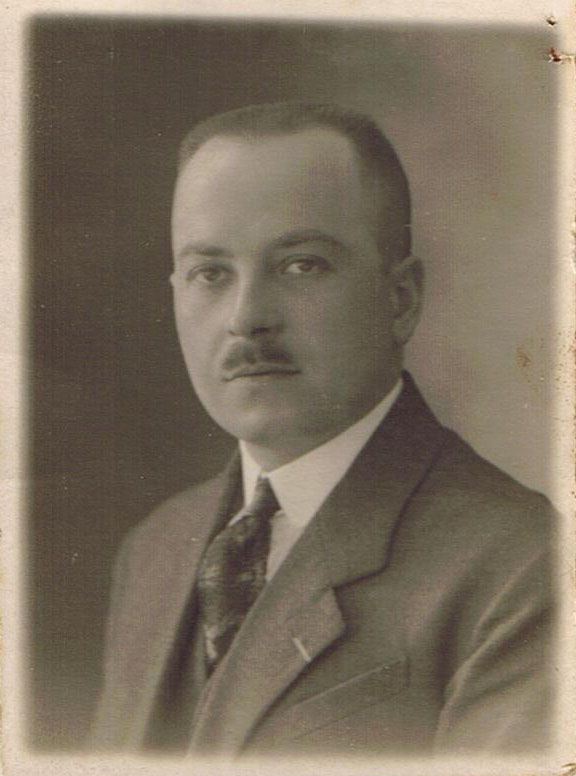
Dr Ivan Colmant
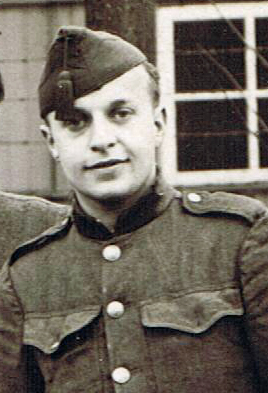
Dr Joseph Colmant

## Familles alliées
- Frésart
- de Muyser Lantwyck